# Têt
Têt (katalánsky Tet) je řeka na jihu Francie (Okcitánie) nedaleko hranic se Španělskem. Její celková délka je 115,8 km. Plocha povodí měří 1369 km² a pokrývá část území departementu Pyrénées-Orientales. Je jednou ze tří hlavních řek historického území Roussillon.
Podle řeky se jmenuje obec Ille-sur-Têt.

## Průběh toku
Pramení na severních svazích Pyrenejí v oblasti Massif du Carlit v nadmořské výšce 2405 m na území obce Angoustrine-Villeneuve-des-Escaldes pod vrcholem Pic Carlit. Na horním toku teče rovnoběžně se řekou Aude. Teče ze západu na východ přes Conflent a Roussillon až do Lvího zálivu Středozemního moře, kam se vlévá u obce Canet-en-Roussillon nedaleko Perpignanu.

### Přítoky
Přítoky delší než 10 km od pramene k ústí zachycuje tabulka:
| Řeka       | Místo soutoku            | Strana přítoku | Délka (km) |
| ---------- | ------------------------ | -------------- | ---------- |
| Riberola   | Fontpedrouse             | pravá          | 10,3       |
| Carança    | Thuès-Entre-Valls        | pravá          | 15,3       |
| Mantet     | Nyer                     | pravá          | 18,5       |
| Rotja      | Fuilla                   | pravá          | 23,3       |
| Cady       | Villefranche-de-Conflent | pravá          | 19,2       |
| Castellane |                          | levá           | 27         |
| Lentillà   | Vinça                    | pravá          | 24         |
| Lliscou    |                          | pravá          | 11,8       |
| Boulès     | Millas                   | pravá          | 34,5       |
| Caillan    | Nohèdes                  | levá           | 20,9       |
| Basse      | Perpignan                | pravá          | 11,6       |

## Vodní režim
Zdrojem vody jsou převážně dešťové srážky. Nejvíce vody má řeka na jaře v důsledku tání sněhu v Pyrenejích. Průměrný průtok vody činí u Rodès 11 m³/s. Maximální průměrný průtok činí 22,70 m³/s v květnu a minimální 7,49 m³/s v srpnu.

## Využití

### Osídlení
Protéká městy Mont-Louis, Fontpédrouse, Olette, Villefranche-de-Conflent, Ria, Prades, Ille-sur-Têt, Millas, Le Soler, Saint-Estève, Perpignan, Canet-en-Roussillon.